# Flujo de Couette

Esquema simple del flujo de Couette utilizando dos placas planas infinitas.

En Dinámica de fluidos, Flujo de Couette se refiere al flujo laminar de un fluido viscoso en el espacio entre dos planos paralelos (placas), en el que uno esta en movimiento relativo con respecto al otro.
El flujo es conducido en virtud a la fuerza de arrastre actuante sobre éste y al gradiente de presión aplicado entre las dos placas. Este tipo de fluido es llamado así en honor a Maurice Marie Alfred Couette, un profesor de física de la universidad francesa de Angers a finales del siglo XIX.